# 플래그십 모델
플래그십 모델(영어: flagship model, 일본어: フラグシップ機)은 어떤 분야에서 복수의 제품을 제조, 판매하는 제조사의 상품군 중에서 제조사의 상징적 존재가 되는 제품이나 제조사가 기술의 총력을 기울여 만든 제품을 기리킨다. 플래그십기나 플래그십이라고도 불리며 제조시의 최고가나 최고급 제품이 많다.
주로 시사 용어로 사용되며 IT 관련 상품, 가전 제품, 자동차, 오토바이 등 가격대에 폭이 있는 상품군에서 사용된다.

## 같이 보기
- 제조업